# Ctenotus lateralis
Ctenotus lateralis là một loài thằn lằn trong họ Scincidae. Loài này được Storr mô tả khoa học đầu tiên năm 1978.